# Ebou Adams
Ebrima Adams (Greenwich, Inglaterra, Reino Unido, 15 de enero de 1996), conocido como Ebou Adams, es un futbolista gambiano. Juega de centrocampista y su equipo es el Derby County F. C. de la EFL Championship. Es internacional absoluto por la selección de Gambia desde 2017.

## Trayectoria
Comenzó su carrera en el Dartford de la National League. No fue hasta 2016 cuando fichó por un club de la Football League, el Norwich City. El 13 de marzo de 2022 se anunció su fichaje por el Cardiff City. En este equipo estuvo casi dos años y en enero de 2024 fue cedido al Derby County F. C. Ayudó a conseguir el ascenso a la EFL Championship y regresó en julio con un contrato de tres años.

## Selección nacional
A nivel internacional, debutó por la selección de Gambia el 8 de septiembre de 2018 ante Argelia por la clasificación para la Copa Africana de Naciones de 2019.

### Participaciones en Copa Africana de Naciones
| Copa                           | Sede            | Resultado        |
| ------------------------------ | --------------- | ---------------- |
| Copa Africana de Naciones 2021 | Camerún         | Cuartos de final |
| Copa Africana de Naciones 2023 | Costa de Marfil | Primera fase     |

## Clubes
| Club                             | País       | Año           |
| -------------------------------- | ---------- | ------------- |
| Dartford F. C.                   | Inglaterra | 2014-2016     |
| Walton Casuals (préstamo)        | Inglaterra | 2014-2015     |
| Norwich City F. C.               | Inglaterra | 2016-2018     |
| Braintree Town F. C. (préstamo)  | Inglaterra | 2016-20107    |
| Shrewsbury Town F. C. (préstamo) | Inglaterra | 2017-2018     |
| Leyton Orient F. C. (préstamo)   | Inglaterra | 2018          |
| Ebbsfleet United F. C.           | Inglaterra | 2018-2019     |
| Forest Green Rovers F. C.        | Inglaterra | 2019-2022     |
| Cardiff City F. C.               | Gales      | 2022-2024     |
| Derby County F. C. (préstamo)    | Inglaterra | 2024          |
| Derby County F. C.               | Inglaterra | 2024-presente |

## Palmarés

### Títulos nacionales
| Título                      | Club                      | País       | Año     |
| --------------------------- | ------------------------- | ---------- | ------- |
| English Football League Two | Forest Green Rovers F. C. | Inglaterra | 2021-22 |